# Jessadi
Jessadi (Namensvariante: Kulenia) ist eine Ortschaft im westafrikanischen Staat Gambia.
Nach einer Berechnung für das Jahr 2013 leben dort etwa 434 Einwohner, das Ergebnis der letzten veröffentlichten Volkszählung von 1993 betrug 472.

## Geographie
Jessadi, in der Central River Region im Distrikt Niamina Dankunku, liegt am südlichen Ufer des Gambia-Flusses. Der Ort liegt rund 1,5 Kilometer östlich von Baro Kunda.
Jessadi Wharf Town befindet sich unmittelbar am Ufer des Flusses, 2,75 Kilometer nordöstlich des Orts.